# Ниске страсти
Ниске страсти (енгл. Basic instinct) је амерички неоноар еротски трилер из 1992. године. Филм прати полицијског детектива Сан Франциска Ника Карана (Мајкл Даглас), који истражује брутално убиство богате рок звијезде. Током истраге, Каран улази у бурну и интензивну везу са главноосумњиченом, Кетрин Тремел (Шерон Стоун), загонетном списатељицом.
Естерхас је развио сценарио 1980-их. Постао је предмет рата за надметање све док Карлоко није стекао права на филм. Одатле, Верховен је потписао уговор за режију, а Даглас и Стоун су се придружили пројекту, након што су многе глумице разматране за улогу Тремел. Прије објављивања, Ниске страсти је изазвао контроверзу због своје отворене сексуалности и насиља, укључујући сцену силовања. Активисти за права хомосексуалаца критиковали су филмски приказ хомосексуалних односа и приказ бисексуалне жене као психопате убице. У једној сцени, Стоунина вулва је снимљена док је прекрстила ноге, за шта је тврдила да је учињено без њеног знања, тврдњу је редитељ демантовао.
Добио је различите критике од критичара, који су хвалили глумачку екипу, оригиналну музику и монтажу, али су критиковали њено писање и развој ликова. Упркос овим критикама и протестима јавности, „Ниске страсти“ је био успјешан на благајнама, зарадивши 352 милиона долара широм свијета, што га чини четвртим филмом са највећом зарадом 1992. иза Дизнијевог Аладина, Телохранитеља и Сам у кући 2.

## Радња
Детективи одјељења за убиства Сан Франциска, Ник Куран и Гас Моран, истражују убиство рокенрол пјевача Џонија Боза. У тренутку сексуалног чина убила га је шиљком за лед непозната плавуша. Боз је одржавао везу са књижевницом Кетрин Трамел, ауторком неколико бестселера. Ликови једног њеног романа су рок пјевач, кога убија његова дјевојка - шиљком за лед. Ник Куран се упушта у везу са Кетрин, али и даље упорно истражује ко је убица. Кетрин управо пише нови роман. Главни лик њеног новог романа је детектив који се заљуби у погрешну жену, која га убије. 

## Улоге
| Глумац             | Улога                       |
| ------------------ | --------------------------- |
| Мајкл Даглас       | детектив Ник Куран          |
| Шерон Стоун        | Кетрин Трамел               |
| Џорџ Зундза        | детектив Гас Моран          |
| Џин Триплхорн      | доктор Бет Гарнер           |
| Денис Арнт         | поручник Филип Вокер        |
| Лејлани Сарел      | Рокси                       |
| Челси Рос          | капетан Телкот              |
| Брус Јанг          | Ендруз                      |
| Дороти Малон       | Хејзл Добкинс               |
| Вејн Најт          | Џон Корели                  |
| Данијел фон Барген | поручник Марти Нилсен       |
| Стивен Тоболовски  | доктор Ламот                |
| Бенџамин Моутон    | Хериган                     |
| Џек Макги          | шериф                       |
| Мич Пилеџи         | исљедник унутрашње контроле |
| Џејмс Ребхорн      | доктор Макелвејн            |
| Бил Кејбл          | Џони Боз                    |

## Продукција
Сценарио, написан 1980-их, изазвао је рат лицитација све док га Карлоко није купио за 3 милиона долара. Естерхас, који је био креативни извор за неколико других блокбастера, написао сценарио филма за 13 дана.
Снимању у Сан Франциску присуствовали су активисти за права хомосексуалаца и лезбејки и демонстранти и полиција Сан Франциска била је свакодневно присутна на свакој локацији како би се изборила са масом. Демонстранти испред локација за снимање држали су натписе на којима је писало „Труби ако волиш 49ерсе” и „Труби ако волиш мушкарце”. Демонстранти су ласерима и звиждаљкама ометали снимање. Иако је полиција била на сету и на снази је била забрана приласка, продуцент Алан Маршал је појединачно одабрао сваког демонстранта кога је желео да ухапси. Ово је пореметило производњу, што је довело до хапшења Маршала од стране грађана, што није довело ни до чега код локалне полицијске управе.

## Критика
Један од најпознатијих и најутицајнијих филмова 1990-их. Сцена испитивања у полицијској станици, када Шерон Стоун прекрсти ноге а нема гаћице, постала је култна истога тренутка. Филм је жестоко критикован тврдњом да је радња само изговор за бројне сексуалне сцене. Међутим, филм као филм има одличну радњу, врхунски је режиран и представља врхунац каријера Верховена и Дагласа. Шерон Стоун је постала звијезда овим филмом, након што су улогу одбиле готово све познатије глумице.

## Занимљивости
У многим земљама филм је приказан у цензурисаној верзији у дужини 121 мин или 123 мин. Након овог филма у 1990-им је снимљен велик број еротских трилера сумњивог квалитета, чиме се потпуно незаслужено покушала умањити вриједност и значај овог филма. Филм је преведен као Ниске страсти, а тачан превод на српски језик је Основни инстинкт. Године 2002, на десету годишњицу оригинала, требало је да буде снимљен наставак. Шерон Стоун је пристала на улогу, али су Даглас и Верховен одбили.